# Euselasia phrygia
Euselasia phrygia är en fjärilsart som beskrevs av Hans Ferdinand Emil Julius Stichel 1925. Euselasia phrygia ingår i släktet Euselasia och familjen Riodinidae. Inga underarter finns listade i Catalogue of Life.